# Синиша Убовић
Синиша Убовић (Земун, 19. фебруар 1973) српски је глумац.

## Биографија
Глумачку каријеру започео је 1996. године у Зајечару, играјући улогу Светозара Марковића у представи „Агонија – сновиђење Николе Пашића“, у режији Владимира Лазића. До сада је остварио преко 40 позоришних улога, као и велики број улога на филму и телевизији.
Најзначајнија му је улога Марка Кораћа у серији и филму „Мирис кише на Балкану“, по роману Гордане Куић, а у режији Љубише Самарџића. Од 2000. године је играо у више од 200 радио драма где је и добитник глумачког признања у области радиофонског стваралаштва, награде „Витомир Богић“, за улогу Ђорђа Карађорђевића у истоименој драми, а у режији Зорана Рангелова.
Члан је позоришне трупе „Балкан-нови покрет“, с чијом представом „Сан о Балкану“ је учествовао на најпрестижнијим светским фестивалима. Такође је и један од чланова интернационалне позоришне групе „Воyаге Пројецт“ из Њујорка. Представљао је Србију на многим међународним фестивалима, спајајући модерне и традиционалне приче ових крајева и кроз форму сторyтеллинга свет упознао са причом о Бановић Страхињи али и са новијим догађајима из српске историје као и са традиционалним српским песмама.
Поред тога синхронизовао је многе цртане филмове и дуго година радио као координатор за драму, активно учествује у многим пројектима који се баве најразличитијим друштвеним темама. Живи у Београду. Познат је и по томе што је позајмио глас корњачи Микеланђелу, једном од главних ликова из популарне цртане серије Нинџа корњаче, као и Тристану и Каиби из Yu-Gi-Oh! и Шикамаруу из Нарута.
Ожењен је Александром (1974), отац је два сина.

## Филмографија
| Год.       | Назив                              | Улога                         |
| ---------- | ---------------------------------- | ----------------------------- |
| 2001—2002. | Породично благо                    | радник у банци и конобар Мића |
| 2003.      | Казнени простор (ТВ серија)        | Кум                           |
| 2004.      | Јелена (ТВ серија)                 | Матија Кнежевић               |
| 2004.      | Јесен стиже, дуњо моја             | Ћаба млађи                    |
| 2006.      | Затамњење                          | продуцент                     |
| 2007.      | Коњи врани                         | Чаба                          |
| 2007.      | Маска                              | Нако                          |
| 2007.      | Сељаци                             | Марко                         |
| 2008.      | Бледи месец                        | Ћаба                          |
| 2008.      | Заустави време                     | Алекса                        |
| 2008.      | Биро за изгубљене ствари           | Петар                         |
| 2009—2010  | Јесен стиже, Дуњо моја (ТВ серија) | Ћаба                          |
| 2009—2010  | Грех њене мајке                    | Душан                         |
| 2010.      | Куку, Васа                         |                               |
| 2010.      | Бела лађа                          | Мелисин муж                   |
| 2011.      | Мирис кише на Балкану              | Марко Кораћ                   |
| 2013—2015  | Звездара (ТВ серија)               | Богдан                        |
| 2019—2022. | Јунаци нашег доба                  | Душан Величковић              |